# Budno (Podlachie)
Pour les articles homonymes, voir Budno.
Budno est une localité polonaise de la voïvodie de Podlachie et du powiat de Sokółka.